# Den umulige drøm (film)
Den umulige drøm (originaltitel: Ingenjör Andrées luftfärd) er en svensk dramafilm fra 1982 instrueret af Jan Troell. Den er baseret på den sande historie om Salomon August Andrées polarexpedition i 1887, og som forlæg har filmen Per Olof Sundmans roman af samme navn fra 1967.
Filmen blev nomineret til en Oscar for bedste fremmedsprogede film ved Oscaruddelingen 1983.

## Handling
Om tre mænds ballonfærd på vej fra Danskön mod Nordpolen den 11. juli 1897. Målet blev aldrig nået, og de tre ballonfarere overlevede ikke ekspeditionen. Deres efterladenskaber fandt man først i 1930.

## Medvirkende (i udvalg)
- Max von Sydow som Salomon August Andrée
- Ulla Sjöblom som Andrées søster
- Mimi Pollak som Mina Andrée
- Clément Harari som Henri Lachambre
- Charlotta Larsson som Anna Charlier
- Henric Holmberg som G.V.E. Svedenborg
- Cornelis Vreeswijk som Lundström
- Ingvar Kjellson som Alfred Nobel
- Bruno Sörwing som Oscar 2. af Sverige
- Knut Husebø som Fridtjof Nansen